# Syen Toula
Syen Toula is een gemeente (commune) in de regio Sikasso in Mali. De gemeente telt 9500 inwoners (2009).